# Infoclio.ch
infoclio.ch è il portale professionale per le scienze storiche in Svizzera, nato nell'ambito del progetto e-lib.ch. Il portale offre numerosi servizi di informazione per gli specialisti e per chiunque sia interessato, organizza eventi, si impegna a migliorare l'infrastruttura digitale e a promuovere l'informatica umanistica in Svizzera.

## Storia
infoclio.ch è un'iniziativa congiunta della Società di Storia Svizzera e dell'Accademia Svizzera delle Scienze Umane e Sociali, che iniziarono a collaborare nell'estate del 2008 e diedero vita al sito web nell'agosto 2009. La prima conferenza di infoclio.ch ebbe luogo a Berna l'11 e il 12 settembre 2009 sul tema "Media e infrastrutture digitali per le scienze storiche".
La redazione della società che gestisce il portale ha sede a Berna. Il loro lavoro editoriale è supervisionato da un comitato nel quale sono rappresentati la Biblioteca nazionale svizzera, l'Archivio federale svizzero, la Società Storica Svizzera e altre istituzioni attive nel campo della storiografia. Fra il 2008 e il 2012, infoclio.ch è stato uno dei progetti aderenti alla Biblioteca Digitale Svizzera.
infoclio.ch gestisce diversi database volti ad aiutare gli storici e le persone interessate al loro lavoro di ricerca.

## Attività e servizi
Il database di infoclio.ch  censisce le istituzioni e le risorse online in Svizzera rilevanti per le ricerche e le scienze storiche.

Il database Liz/Diss indicizza tutto il lavoro accademico pubblicato o in corso di pubblicazione in campo storico all'interno delle università svizzere, a partire dal 1989.

Il database delle recensioni contiene i testi i in parte commissionati da infoclio.ch /H-Soz-U-Kult e quelli precedentemente pubblicati nelle riviste specializzate, relativamente ai libri di storia pubblicati in Svizzera e ai libri di storia della Svizzera. 
infoclio.ch organizza un convegno annuale sul tema "Scienze storiche e media digitali", durante il quale intervengono professionisti nel campo della ricerca storica e delle scienze dell'informazione. Inoltre, infoclio.ch collabora regolarmente agli eventi di altre università e istituzioni culturali, effettua registrazioni multimediali di eventi scientifici, rilascia interviste a specialisti internazionali, pubblicando atti di eventi.
Il portale infoclio.ch pubblica quotidianamente notizie inerenti ai progressi della ricerca storica in Svizzera, tiene un calendario aggiornato degli eventi culturali e una bacheca per l'incontro fra la domanda e l'offerta di occupazione in campo storico.

Altri progetti correlati sono:
- Compas-organizza la tua ricerca sul web[7] (in francese: Organiser sa recherche sur le web): nel 2012 infoclio.ch ha pubblicato una guida utile per la ricerca di informazioni online rivolta agli storici e agli studenti di storia, con informazioni altamente strutturate sugli strumenti digitali;
- Rousseauonline.ch[8]: nel 2012, in occasione del tricentenario della nascita di Jean-Jacques Rousseau, infoclio.ch ha diffuso in rete l'opera omnia di Jean-Jacques Rousseau con licenza Creative Commons.

## Obbiettivi
Il portale infoclio.ch mira a promuovere lo sviluppo di un'infrastruttura digitale per le scienze storiche in Svizzera, a valorizzare il patrimonio culturale mediante una maggiore visibilità nel web, il dialogo intercantonale e l'utilizzo delle risorse digitali da parte degli studiosi.

### Sottoprogetti
- Sito del dataase Liz/Diss, su infoclio.ch. URL consultato l'8 giugno 2020 (archiviato dall'url originale l'8 giugno 2020).
- Database delle recensioni, su infoclio.ch. URL consultato l'8 giugno 2020 (archiviato dall'url originale l'8 giugno 2020).
- Rousseauonline, su rousseauonline.ch. URL consultato l'8 giugno 2020 (archiviato dall'url originale il 12 maggio 2020).

| Controllo di autorità | VIAF (EN) 44145602359101360895 |